# Közgyűjteményi és Közművelődési Dolgozók Szakszervezete
A Közgyűjteményi és Közművelődési Dolgozók Szakszervezete (rövidítve: KKDSZ) az egyik legjelentősebb magyar szakszervezet a közszférában. 1989. április 8-án alakult. A könyvtári, múzeumi, levéltári, művelődési intézményi és egyéb közgyűjteményi, közművelődési intézmények dolgozói és nyugdíjasai érdekvédelmét vállalja magára. A KKDSZ képviselte intézmények közé tartoznak az állat- és növénykertek, a szabadidőparkok és az ifjúsági és gyermekházak is. 
KKDSZ független, demokratikus szakszervezet, a Szakszervezetek Együttműködési Fóruma (SZEF) konföderáció tagja. A KKDSZ kizárólag tagdíjbevételekből tartja fenn működését és szolgáltatásait.

## Székhelye
1054 Budapest, Akadémia utca 11. (Magasföldszint)

## Fő feladatai
- a munkahelyek védelme, a bérek és a juttatások emeltetése, a kollektív és egyéni munkavállalói jogok érvényesítése, valamint az intézmények működőképességének megtartásában és a költségvetések biztosíttatásában való közreműködés.
- A szakmai és munkaügyi törvények, jogszabályok megalkotásában való részvétel: véleményezés, javaslattétel. A munkahelyi, a települési (községi, városi, megyei), s az országos érdekegyeztetésben való aktív munkavégzés, a kollektív szerződések megkötése és betartatása.

## Tagjai
Tagjai könyvtári, múzeumi, levéltári, művelődési intézményi és egyéb közgyűjteményi (pl. állat- és növénykertek), közművelődési (pl. szabadidő parkok, ifjúsági és gyermekházak) intézményekben fő- és részmunkaidős dolgozói, nyugdíjasok.
A KKDSZ tagja lehet minden dolgozó, aki elfogadja a szakszervezet alapszabályát, és vállalja a tagdíj (a bruttó jövedelem 1 százaléka) havonta történő megfizetését. A tagság a Belépési nyilatkozat kitöltésével, önkéntesen vállalható.
A KKDSZ tagjai önálló csoportokat alakíthatnak (3 főtől), valamint alapszervezeteket hozhatnak létre, melyeket a tagok által választott titkár képvisel a munkáltatónál, a fenntartónál és a KKDSZ megyei, országos testületeiben. A kisebb létszámú intézmények fő- és részmunkaidős nyugdíjas dolgozói a vonzáskörzetükben lévő városi, vagy megyei intézményi KKDSZ alapszervezetekbe is beléphetnek a Munkavállalói nyilatkozat kitöltésével.

## Elnökei
- Elnöke az 1989-es alapítástól 2002-ig Vadász János, később Fenyves Kornél volt.
- 2009. április 8-án a KKDSZ IX. Tisztújító Kongresszusa Földiák Andrást választotta elnökévé, majd 2014. április 8-án a X. Tisztújító Kongresszus - három jelölt közül - újabb öt évre őt választotta meg. Megbízott elnök 2015. július 1-jétől a 2016. áprilisig Papp Katalin, alelnök: Csóti Csaba volt.
- Az elnök 2016. április 14-től Csóti Csaba, alelnökök: Papp Katalin és Dr. Véber János.
- Az elnök 2020. július 1-től 2023. április 13-ig Dobrovits Orsolya, alelnökök: Papp Katalin és Dr. Véber János
- Az elnök 2023. április 13-tól Dobrovits Orsolya, alelnökök: Dr. Véber János és Piller Mónika